# قلعه تاکاماتسو
قلعه تاکاماتسو (به ژاپنی: 高松城 Takamatsu-jō) یک قلعه ژاپنی در ولایت بیچو است امروزه این قلعه در اوکایاما در استان اوکایاما واقع شده‌است.